# 南華克區
南華克區（英語：London Borough of Southwark，讀音：/ˈlʌndən bʌɹə ɒv ˈsʌðək/ⓘ）是英國英格蘭大倫敦內倫敦的自治市，人口269,200，面積28.85平方公里。南華克區在倫敦市和泰晤士河正南方，它得名自區內一地南華克。

## 社區

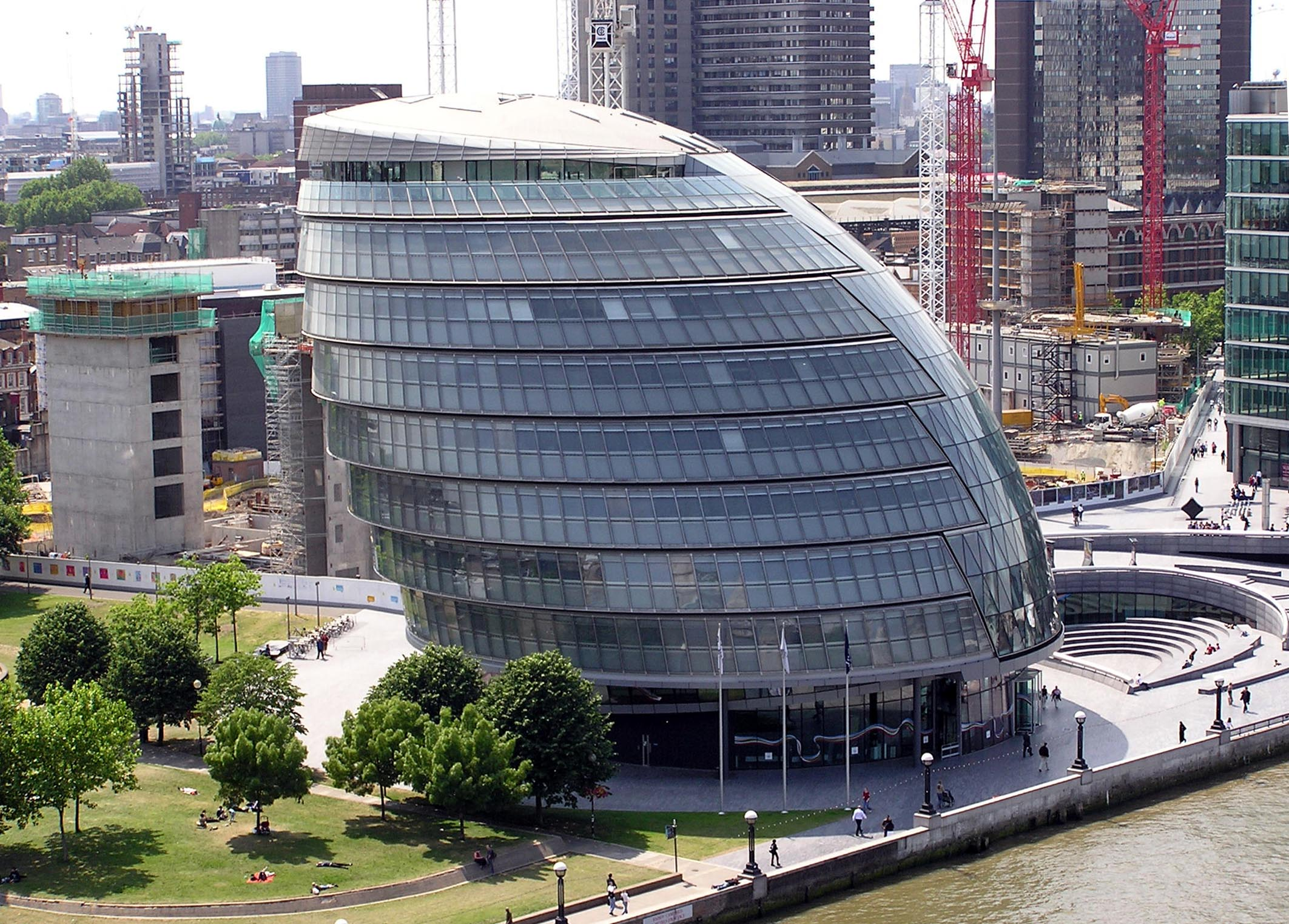
市政廳

## 外部連結
- （英文） 南華克區政府網（页面存档备份，存于）

51°27′N 0°05′W / 51.450°N 0.083°W